# Edmund Chipp

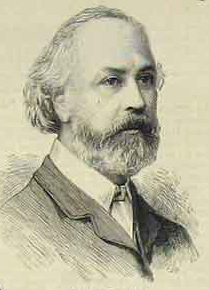
Edmund Thomas Chipp

Edmund Thomas Chipp (* 25. Dezember 1823 in London; † 17. Dezember 1886 in Nizza) war ein britischer Organist und Komponist.

## Leben und Werk
Edmund Chipp bekleidete verschiedene Organistenposten in England, Schottland und Irland. 1867 wurde er Organist und Chormeister an der Kathedrale von Edinburgh.
Edmund Chipp komponierte zwei Te Deum, ein Service, ein Gloria für Männerstimmen, das Oratorium Job und das biblische Idyll Naomi. Er gab ein Buch mit Orgelstücken, kleine Chorwerke und die Sammlung Kirchenmusik (Music for the Church Service) heraus.